# 2015 في الاتحاد الأوروبي
أحداث العام 2015 في الاتحاد الأوروبي .
تم تعيين 2015 على النحو التالي:
- السنة الأوروبية للتنمية

## الحكم
- رئيس المجلس الأوروبي –  دونالد توسك
- رئيس المفوضية –  جان كلود يونكر
- رئاسة مجلس –  لاتفيا (كانون الثاني – حزيران 2015)،  لوكسمبورغ (تموز – كانون الأول 2015)
- رئيس البرلمان –  مارتن شولتز
- الممثل السامي –  فيديريكا موغيريني

## الأحداث

### كانون الثاني
- 1 كانون الثاني
  - تتبنى ليتوانيا اليورو رسمياً عملة لها، لتحل محل الليتاس، وأصبحت الدولة التاسعة عشرة في منطقة اليورو.[1]
  - تتولى لاتفيا الرئاسة الدورية لمجلس الاتحاد الأوروبي لمدة ستة أشهر.
  - أطلقت المفوضية الأوروبية السنة الأوروبية للتنمية، التي تركز على زيادة الوعي بالتنمية في جميع أنحاء أوروبا.
  - مونس وبلزن هي عواصم الثقافة الأوروبية لعام 2015.
- 7 كانون الثاني - هجوم إرهابي[2][3] على المجلة الساخرة شارلي إبدو في باريس أدى إلى مظاهرات،[4][5] جميع أنحاء أوروبا لدعم حرية التعبير، وكذلك مبادرات جديدة على المستوى الأوروبي لمحاربة الإرهاب.

### شباط
- 13 شباط - اجتمع قادة الاتحاد الأوروبي في المجلس الأوروبي غير الرسمي في بروكسل لمناقشة ثلاثة تحديات تواجه أوروبا: استعادة السلام في أوكرانيا، ومكافحة الإرهاب، وتحسين الاتحاد النقدي الأوروبي، لا سيما في ضوء تغيير الحكومة في اليونان، التي رئيس وزرائها الجديد يطلب أليكسيس تسيبراس مراجعة وضعه.
- 25 شباط - المفوضية الأوروبية تحدد استراتيجيتها لتحقيق اتحاد طاقة مرن مع سياسة مستقبلية لتغير المناخ.[6]

### اذار
- 18 اذار - المفوضية الأوروبية تقدم حزمة من تدابير الشفافية الضريبية كجزء من أجندتها لمعالجة التهرب الضريبي للشركات والمنافسة الضارة في الاتحاد الأوروبي.
- 19 اذار - اجتماع في المجلس الأوروبي، يتفق قادة الاتحاد الأوروبي على إنشاء اتحاد للطاقة. ويؤكدون التزامهم بتوفير طاقة ميسورة التكلفة وآمنة ومستدامة داخل الاتحاد الأوروبي.

### أبريل
- 23 أبريل - في اجتماع خاص للمجلس الأوروبي في بروكسل، اتفق قادة الاتحاد الأوروبي على أربعة مجالات ذات أولوية للعمل استجابةً لحياة 1800 شخص في البحر الأبيض المتوسط حيث يحاول المهاجرون رحلة محفوفة بالمخاطر إلى أوروبا على متن قوارب. وتشمل هذه التدابير لمكافحة المتاجرين بالبشر، وبرنامج عودة جديد للمهاجرين غير الشرعيين، والمزيد من الحماية للاجئين من مناطق النزاع، وموارد مضاعفة ثلاث مرات [7] لعمليات البحث والإنقاذ التي يقوم بها الاتحاد الأوروبي في وسط البحر الأبيض المتوسط.

### أيار
- 6 أيار - كشفت المفوضية الأوروبية عن خطط مفصلة لإنشاء سوق رقمية واحدة، مما يضع الأساس لمستقبل أوروبا الرقمي.
- 7 أيار - حزب المحافظين يفوز بأغلبية [8] [9] في الانتخابات العامة في المملكة المتحدة. ويؤكد الحزب أنه سيتم إجراء استفتاء «داخلي» على عضوية الاتحاد الأوروبي قبل نهاية عام 2017.
- 13 أيار - كجزء من «الفصل الدراسي الأوروبي»، تتبنى المفوضية توصيات لكل دولة من دول الاتحاد الأوروبي البالغ عددها 28 دولة، وتقدم إرشادات بشأن الميزانيات الوطنية والسياسات الاقتصادية 2015-2016.
- 21 - 22 أيار - في قمة في ريغا، التقى قادة الاتحاد الأوروبي مع ممثلي الدول الست للشراكة الشرقية (أرمينيا وأذربيجان وبيلاروسيا وجورجيا ومولدوفا وأوكرانيا). لقد وضعوا أجندة للمستقبل، بما في ذلك الحاجة إلى إنشاء مؤسسات أقوى وأكثر شفافية وخالية من الفساد.

### حزيران
- 7 - 8 حزيران - ألمانيا تستضيف قمة 41 G7 في قصر إلماو، بافاريا.[10] وتركز المناقشات على الاقتصاد العالمي وتغير المناخ وكذلك على قضايا الأمن والتنمية الخارجية الرئيسية.
- 22 حزيران - كشف خمسة من رؤساء الاتحاد الأوروبي عن خطط طموحة حول كيفية تعميق الاتحاد الاقتصادي والنقدي بين عامي 2015 و 2025. أعد التقرير رئيس المفوضية الأوروبية (جان كلود يونكر)، إلى جانب رئيس قمة اليورو (دونالد تاسك)، ورئيس مجموعة اليورو (جيروين ديجسيلبلوم)، ورئيس البنك المركزي الأوروبي (ماريو دراجي)، ورئيس البرلمان الأوروبي (مارتن شولتز).[11]
- 30 حزيران - توصل البرلمان الأوروبي والمجلس إلى اتفاق لإنهاء جميع رسوم تجوال الهاتف المحمول داخل الاتحاد الأوروبي بحلول عام 2017.[12]

### آب
- 19 آب - وافق وزراء مالية الاتحاد الأوروبي رسميًا على الشريحة الأولى من خطة إنقاذ جديدة بقيمة 86 مليار يورو لليونان بعد أن دعمت البرلمانات في الدول الأعضاء هذه الخطوة.[13][14]

## عواصم الثقافة الأوروبية
عاصمة الثقافة الأوروبية هي مدينة حددها الاتحاد الأوروبي لمدة سنة تقويمية واحدة، تنظم خلالها سلسلة من الفعاليات الثقافية ذات البعد الأوروبي القوي.
- مونس، بلجيكا[15]
- بلزن، التشيك[16]